# Catherine Vautrin

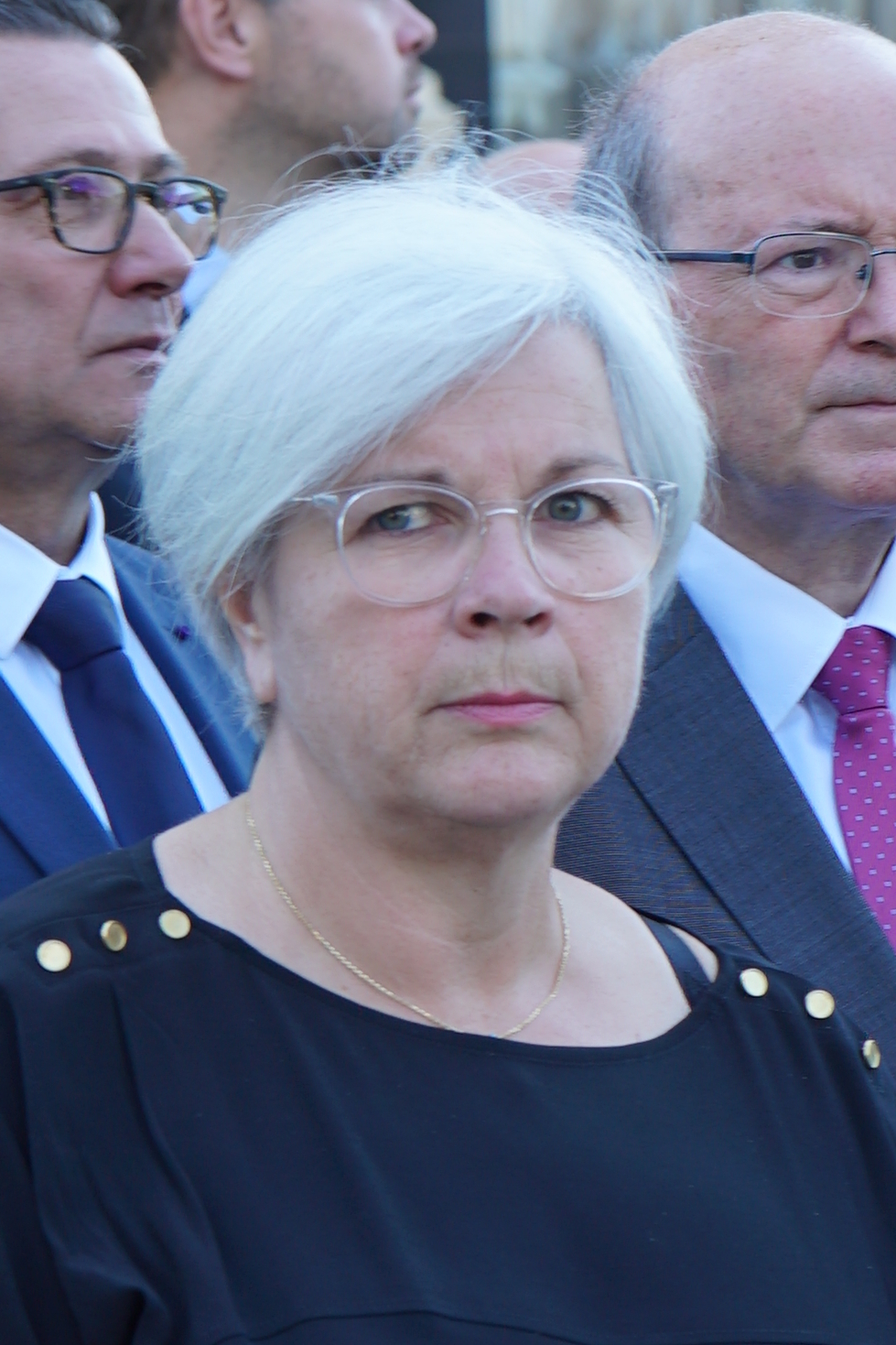
Catherine Vautrin (2019)

Catherine Vautrin (* 26. Juli 1960 in Reims) ist eine französische Politikerin (RPR, UMP, Les Républicains). Sie war von 2002 bis 2004 und erneut von 2007 bis 2017 Mitglied der Nationalversammlung sowie von 2008 bis 2017 deren Vizepräsidentin. Von 2014 bis 2024 war sie Präsidentin des Gemeindeverbands Reims Métropole bzw. Grand Reims. Von Januar 2024 bis September 2024 und wieder ab Dezember 2024 wurde sie Ministerin für Arbeit, Gesundheit und Solidarität im Kabinett Attal und im Kabinett Bayrou. Von September bis Dezember 2024 war sie Ministerin für Partnerschaft mit den Gebietskörperschaften und Dezentralisation im Kabinett Barnier.

## Leben
Catherine Vautrin absolvierte ein Studium des Wirtschaftsrechts, das sie mit der Maîtrise abschloss. Anschließend machte sie beim amerikanischen Versicherungskonzern CIGNA Karriere, wo sie zur Marketing- und Kommunikationsdirektorin aufstieg. Im Jahr 1999 beendete sie ihre Tätigkeit in der Privatwirtschaft, um sich ganz der Politik zu widmen.
Bereits mit 20 Jahren war sie dem gaullistischen Rassemblement pour la République (RPR) beigetreten. 1983 wurde sie – als jüngste Kandidatin – in den Gemeinderat von Reims gewählt, dem sie bis 1999 angehörte. Dann wurde sie Mitglied des Regionalrats von Champagne-Ardennes. Das RPR ging 2002 in der Mitte-rechts-Sammelpartei Union pour un mouvement populaire (UMP) auf. Bei der Parlamentswahl im selben Jahr wurde Vautrin als Abgeordnete des 2. Wahlkreises im Département Marne in die Nationalversammlung gewählt.
Auf ihren Parlamentssitz verzichtete sie, als sie Ende März 2004 zur Staatssekretärin für Integration und Chancengleichheit im Kabinett Raffarin III ernannt wurde. Nach sieben Monaten wechselte sie in das Amt der Staatssekretärin für Senioren. Im Juni 2005 wurde sie beigeordnete Ministerin für sozialen Zusammenhalt und Parität (unter dem Arbeits- und Sozialminister Jean-Louis Borloo) im Kabinett de Villepin und blieb dies bis zum Mai 2007. Im Jahr 2006 wurde sie Vorsitzende des UMP-Parteiverbands im Département Marne. Bei der darauffolgenden Parlamentswahl wurde sie erneut in die Nationalversammlung gewählt. Im September 2008 wurde sie zu einer der Vizepräsidenten der Nationalversammlung gewählt, dieses Amt behielt sie auch nach der Wahl 2012.
Auf kommunaler Ebene gehört sie seit 2008 wieder dem Gemeinderat von Reims an, wo bis 2014 die Sozialistin Adeline Hazan Bürgermeisterin war, sodass Vautrin die Opposition im Rathaus vertrat. 2014 kam es hier zu einem Wechsel und ihr Parteikollege Arnaud Robinet wurde zum Bürgermeister gewählt. Catherine Vautrin übernahm daraufhin das Amt der Präsidentin des Gemeindeverbandes Reims Métropole, zu dem sich die Stadt Reims und umliegende Gemeinden zusammengeschlossen haben.
Reims Métropole fusionierte zu Jahresbeginn 2017 mit acht benachbarten Gemeindeverbänden zur Communauté urbaine du Grand Reims, die 143 Gemeinden mit insgesamt fast 300.000 Einwohnern umfasst. Auch bei dieser fungiert Vautrin als Präsidentin. Ihren Sitz in der Nationalversammlung verlor sie jedoch bei der Parlamentswahl 2017 mit 48,8 % in der Stichwahl an Aina Kuric von der Partei La République en Marche.